# Чемпионат Палау по футболу 2005 и 2006
II и III чемпионаты Палау по футболу были проведены в Короре, на «Легкоатлетическом стадионе Палау».

## Чемпион 2005
- Бангладеш

Чемпионат стартовал 12 марта и закончился к началу апреля.

## Чемпион 2006
- Сурангел энд Сонс Компани